# Noëllet
Noëllet är en kommun i departementet Maine-et-Loire i regionen Pays de la Loire i nordvästra Frankrike. Kommunen ligger i kantonen Pouancé som tillhör arrondissementet Segré. År 2018 hade Noëllet 410 invånare.

## Befolkningsutveckling
Antalet invånare i kommunen Noëllet
| Referens: INSEE |